# Натурщики (Шевченко)
«Нату́рщики» — картина роботи Тараса Шевченка, виконана ним у Санкт-Петербурзі. Тонований папір, вугілля, крейда. Розмір 76 × 57. Зліва внизу олівцем підпис автора: Шевченко, з правого боку червоним олівцем номер: 5.
Номер 5 — це оцінка роботи. Оцінки класних робіт позначалися номерами — від першого (за найкращу роботу) до останнього, за кількістю учнів.
За даними Центрального державного історичного архіву Санкт-Петербурга, Т. Г. Шевченко одержав 5-і номери за рисунки з натури на академічних іспитах в червні 1840, в грудні 1840-го та в січні 1841 року. Оскільки немає відомостей, якою з трьох робіт є даний рисунок Шевченка, час виконання його визначається в межах крайніх дат згаданих іспитів.
Зберігається в Національному музеї Тараса Шевченка. Попередні місця збереження: Петербурзька академія мистецтв, Всеросійська академія мистецтв.